# Daphnis minima
Daphnis minima är en fjärilsart som beskrevs av Butler 1877. Daphnis minima ingår i släktet Daphnis och familjen svärmare. Inga underarter finns listade i Catalogue of Life.